# 唐古拉高原鰍
唐古拉高原鰍（學名：Triplophysa tanggulaensis）為輻鰭魚綱鯉形目條鰍科高原鰍屬的其中一種。分布於亞洲青海省唐古拉鎮淡水流域，棲息在河川底層水域，生活習性不明。

## 扩展阅读
維基物種上的相關：唐古拉高原鰍